# Чедвик, Майкл
Майкл Хант Чедвик (англ. Michael Hunt Chadwick; род. 15 апреля 1995) — американский пловец, выступающий за Team Elite Aquatics в Сан-Диего, ранее представлял Миссурийский университет. Член национальной сборной США, обладатель множества титулов NCAA.

## Карьера

### Международные клубные соревнования
Осенью 2019 года Чедвик подписал контракт с командой LA Current для участия в дебютном сезоне Международной лиги плавания (ISL).
Весной 2020 года он подписал контракт с Toronto Titans, первой канадской командой в ISL.

### Чемпионаты мира
Майкл дебютировал на международной арене на чемпионате мира в 2016 году, завоевав медали в нескольких эстафетах в составе сборной США. Он выступил вместе с Томом Шилдсом, Лилли Кинг и Келси Уоррелл, выиграв золото в смешанной комбинированной эстафете 4×50 м.
В 2017 году Чедвик квалифицировался в сборную США на чемпионат мира в составе эстафеты 4×100 м вольным стилем. На национальном отборе он занял пятое место.
11 декабря 2018 года Майкл участвовал в составе эстафеты 4×100 м вольным стилем в чемпионате мира в Ханчжоу. Команда США установила новый мировой рекорд — 3:03.03, превзойдя предыдущее достижение (3:03.30), установленное американцами в 2009 году.

## Личная жизнь
В марте 2017 года Чедвик объявил о помолвке с Кэсси Дия после чемпионата NCAA по плаванию 2017.
31 декабря 2017 года, в канун Нового года, Майкл и Кэсси поженились.
В октябре 2020 года супруги Чедвик объявили, что ждут сына.